# Riverside, Kalifornija
Riverside je grad u američkoj saveznoj državi Kaliforniji. Prema procjeni iz 2009. godine ima 300.430 stanovnika. Grad, smješten oko 80 km istočno od Los Angelesa i oko 130 km sjeverno od San Diega, sjedište je istoimenog okruga koji ima 2.107.653 stanovnika.
Grad su 1870. osnovali John North i nekoliko doseljenika iz istočnih država SAD-a i dali mu ime Riverside zbog blizine rijeke Santa Ane (eng. Riverside = "pored rijeke"). Prva stabla naranči i citrusa zasađena su 1871. Do 1882. u Kaliforniji je bilo više od pola milijuna stabala citrusa, od čega polovica u Riversideu.
U usporedbi s drugim gradovima u južnoj Kaliforniji, cijene nekretnina u Riversideu znatno su niže od onih u susjednim okruzima. To je dovelo do stalnog rasta populacije, ali je također doprinijelo velikim prometnim gužvama jer stanovnici Riversidea većinom putuju na posao u Los Angeles i okrug Orange.

## Gradovi prijatelji
Riverside ima ugovore o partnerstvu sa sedam gradova:
- Cuautla, Morelos, Meksiko
- Ensenada, Meksiko
- Hyderabad, Indija
- Điangmen, Kina
- Gangnam-gu, Južna Koreja
- Sendai, Japan
- Obuasi, Gana

## Vanjske poveznice
- Službena stranica (engl.)

### Ostali projekti
|  | Zajednički poslužitelj ima još gradiva o temi Riverside, Kalifornija |